# Bolívia nos Jogos Olímpicos de Verão de 1984
A Bolívia competiu nos Jogos Olímpicos de Verão de 1984 em Los Angeles, Estados Unidos. O país retornou às Olimpíadas de Verão depois de participar do boicote aos Jogos Olímpicos de Verão de 1980.

## Resultados por Evento

### Atletismo
Maratona masculina
- Juan Camacho
  - Final — 2:21:04 (→ 38º lugar)

Marcha atlética 20 km masculino
- Oswaldo Morejón
  - Final — 1:44:42 (→ 36º lugar)

Marcha atlética 50 km masculino
- Osvaldo Morejón
  - Final — não terminou (→ sem classificação)

Maratona feminina
- Nelly Wright
  - Final — 2:51:35 (→ 42º lugar)

### Boxe
Peso Mosca (– 51 kg)
- René Centellas
  - Primeira Rodada — Perdeu para Jeff Fenech (AUS), RSC-3

Peso Pesado (– 91 kg)
- Marvin Perez
  - Primeira Rodada — Bye
  - Segunda Rodada — Perdeu para Henry Tillman (USA), RSC-1

### Esgrima
Competição masculina
- Saúl Mendoza

### Judô
Competição masculina
- Edgar Claure

### Tiro
Competição masculina
- Javier Asbún
- Víctor Hugo Campos
- Luis Fernando Gamarra
- Mauricio Katán

### Lutas
Competição masculina
- Raimundo Camacho
- Leonardo Camacho